# 엘리 다사
엘라자르 "엘리" 다사(히브리어: אליעזר "אלי" דסה, 영어: Elazar "Eli" Dasa, 1992년 12월 3일 ~ )는 이스라엘의 프로 축구 선수로, 러시아 프리미어리그의 디나모 모스크바에서 라이트백으로 활약하며 이스라엘 국가대표팀의 주장을 맡고 있다. 그는 에티오피아 유대인 출신의 이스라엘 최초의 주장이다.

## 어린 시절
다사는 이스라엘 네타냐에서 에티오피아 유대인 가정에서 태어났고 유대인이다. 그는 이스라엘 축구 국가대표팀에서 뛰는 두 번째 에티오피아 유대인 출신의 이스라엘인이다. 그의 남동생 오르 다사 또한 이스라엘 U-21 국가대표팀에서도 활약했던 이스라엘 클럽 하포엘 라마트간에서 뛰고 있는 이스라엘의 국제 축구 선수이다.

## 구단 경력
2010년 7월 31일, 다사는 하포엘 아슈켈론과의 토토컵 경기에서 베이타르 예루살렘에서 데뷔 전을 치렀다. 2012년 9월 12일, 다사는 하포엘 베르셰바와의 리그 경기에서 성인 무대 첫 골을 넣었다.
2015년 7월 9일, 그는 카자흐스탄의 오르다바시와의 2015-16년 UEFA 유로파리그 예선 경기에서 첫 국제 경기 데뷔 전을 치렀고, 90분을 뛰었다.
2015년 8월 10일, 다사는 이스라엘 챔피언 마카비 텔아비브와 4년 계약을 맺었다.
2022년 9월 7일, 다사는 러시아 프리미어리그의 디나모 모스크바와 1년 더 연장할 수 있는 2년 계약을 체결했다.

## 국가대표팀 경력
다사는 2010년부터 이스라엘 U-21 국가대표팀에서 뛰었다. 그는 2013년 UEFA U-21 축구 선수권 대회에서 이스라엘 국가대표팀의 일원이었다.
2015년, 그는 이스라엘 국가대표팀 수석 코치인 엘리 구트만에 의해 소집되었다. 다사는 2015년 9월 3일 안도라를 상대로 국가대표팀 데뷔 전을 치렀다. 다사는 2022년 3월 26일 독일과의 친선 경기에서 이스라엘 국가대표팀 주장으로 데뷔하여 아프리카 출신 최초의 이스라엘 주장이 되었다.